# 20e corps d'armée (Allemagne)
Pour les articles homonymes, voir 20e corps d'armée.

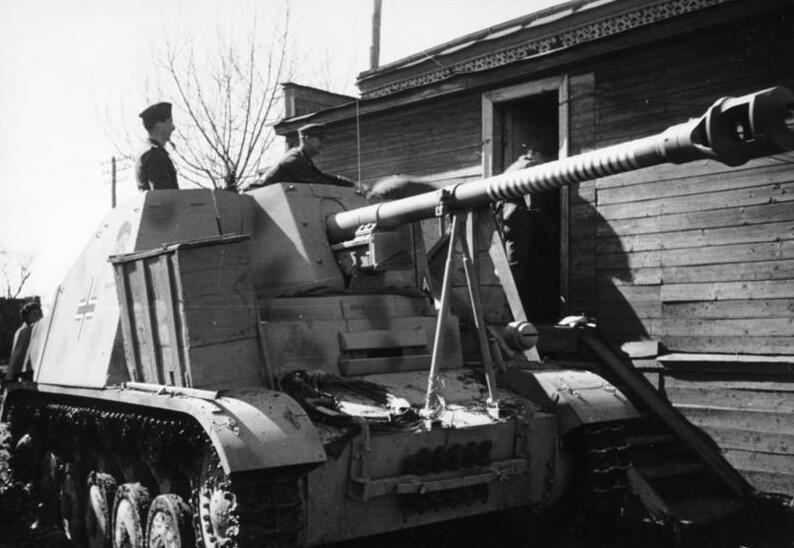
Char allemand Panzer Marder II en Russie (en 1943).

Le 20e corps d'armée (en allemand : XX. Armeekorps) est un corps d'armée de l'armée de terre allemande, la Heer, au sein de la Wehrmacht pendant la Seconde Guerre mondiale.

## Hiérarchie des unités
| Nom          | Nbre d'hommes       | Unités subalternes                | Grade de commandement                 |
| ------------ | ------------------- | --------------------------------- | ------------------------------------- |
| Heeresgruppe | + 300 000           | 2 à + Armeen (Armées)             | Generaloberst ou Generalfeldmarschall |
| Armee        | + 100 000 - 300 000 | 2 à + Armeekorps (Corps d'armées) | General ou Generaloberst              |
| Armeekorps   | + 30 000 - 80 000   | 2 à + Divisionen (Division)       | Generalleutnant ou General            |
| Division     | + 10 000 – 20 000   | 2 à 6 Brigaden (Brigade)          | Generalmajor ou Generalleutnant       |
| Brigade      | + 3 000 – 5 000     | jusqu'à 3 Regimentern (Régiment)  | Oberst ou Generalmajor                |

## Historique
Le commandement du XX. Armeekorps a été créé le 17 octobre 1940 à Danzig dans le Wehrkreis XX.
En juin 1941, il prend part à l'opération Barbarossa et notamment à l'offensive de Ielnia en septembre 1941, qui constitue le premier revers subi par la Heer depuis le début de l'invasion allemande de l'URSS.
Il se rend aux forces américaines le 5 au 7 mai 1945.

## Organisation

### Commandants successifs
| Date                                | Grade                  | Commandant                |
| ----------------------------------- | ---------------------- | ------------------------- |
| 17 octobre 1940 - 10 septembre 1942 | General der Infanterie | Friedrich Materna         |
| 10 septembre 1942 - 14 février 1943 | General der Artillerie | Rudolf Freiherr von Roman |
| 14 février 1943 - 10 mars 1943      | General der Infanterie | Erwin Vierow              |
| 10 mars 1943 - Décembre 1943        | General der Artillerie | Rudolf Freiherr von Roman |
| Décembre 1943 - Janvier 1944        | General der Infanterie | Edgar Röhricht            |
| Janvier 1944 - 1er avril 1945       | General der Artillerie | Rudolf Freiherr von Roman |
| 1er avril 1945 - Mai 1945           | General der Kavallerie | Carl-Erik Koehler         |

### Chef des Generalstabes
| Date                                | Grade               | Commandant       |
| ----------------------------------- | ------------------- | ---------------- |
| 25 octobre 1940 - 20 juin 1942      | Oberst i.G.         | Emil Vogel       |
| 20 juin 1942 - 21 juillet 1943      | Oberst i.G.         | Franz Haas       |
| 21 juillet 1943 - 10 novembre 19434 | Oberst i.G.         | Adalbert Wahl    |
| 10 novembre 1943 - 1er janvier 1945 | Oberst i.G.         | Hermann Wagner   |
| 1er janvier 1945 - Mars 1945        | Oberstleutnant i.G. | Hugo Binder      |
| Avril 1945                          | Oberst i.G.         | Walter Knauff    |
| Avril 1945 - Mai 1945               | Oberst i.G.         | Peter von Butler |

### 1. Generalstabsoffizier (Ia)
| Date                                | Grade      | Commandant      |
| ----------------------------------- | ---------- | --------------- |
| Octobre 1940 - Juillet 1942         | Major i.G. | Konrad Purucker |
| Juillet 1942 - Février 1943         | Major i.G. | Klaus Müller    |
| Mars 1943 - Mars 1944               | Major i.G. | Otto Schulze    |
| 25 septembre 1944                   | Major i.G. | Lang März       |
| 25 septembre 1944 - 25 janvier 1945 | Major i.G. | Wilhelm Lammert |
| 25 janvier 1945 - 10 avril 1945     | Major i.G. | Victor Becker   |

## Théâtres d'opérations
- Pologne : octobre 1940 - juin 1941
- Front de l'Est, secteur Centre : juin 1941 - avril 1945
- Centre de l'Allemagne : avril 1945 - mai 1945

## Ordre de batailles

### Rattachement d'Armées
| Date        | Armée          | Groupe d'Armées    |
| ----------- | -------------- | ------------------ |
| 1940        |                |                    |
| Novembre    | 11. Armee      | Heeresgruppe C     |
| 1941        |                |                    |
| Janvier     | 11. Armee      | Heeresgruppe C     |
| Avril       | 18. Armee      | Heeresgruppe B     |
| Mai         | 9. Armee       | Heeresgruppe B     |
| 22 juin     | 9. Armee       | Heeresgruppe Mitte |
| 30 juillet  | Panzergruppe 2 | Heeresgruppe Mitte |
| 23 août     | 4. Armee       | Heeresgruppe Mitte |
| 1942        |                |                    |
| 1er janvier | 4. Armee       | Heeresgruppe Mitte |
| Février     | 4. Panzerarmee | Heeresgruppe Mitte |
| Mai         | 3. Panzerarmee | Heeresgruppe Mitte |
| 1943        |                |                    |
| Janvier     | 3. Panzerarmee | Heeresgruppe Mitte |
| Février     | 4. Armee       | Heeresgruppe Mitte |
| Avril       | 2. Panzerarmee | Heeresgruppe Mitte |
| Juillet     | 9. Armee       | Heeresgruppe Mitte |
| Septembre   | 2. Armee       | Heeresgruppe Mitte |
| 1944        |                |                    |
| Janvier     | 2. Armee       | Heeresgruppe Mitte |
| Avril       | 9. Armee       | Heeresgruppe Mitte |
| Mai         | 2. Armee       | Heeresgruppe Mitte |
| 1945        |                |                    |
| Janvier     | 2. Armee       | Heeresgruppe Mitte |
| Février     | 4. Armee       | Heeresgruppe Nord  |
| Avril       | OB West        | -                  |

### Unités subordonnées
15 mai 1941
- 129. Infanterie-Division
- 162. Infanterie-Division
- 87. Infanterie-Division
- 256. Infanterie-Division

24 juin 1941
- 129. Infanterie-Division
- 162. Infanterie-Division
- 256. Infanterie-Division

20. Juillet 1941
- 129. Infanterie-Division
- 106. Infanterie-Division

14 août 1941
- 268. Infanterie-Division
- 292. Infanterie-Division
- 15. Infanterie-Division

4 septembre 1941
- 268. Infanterie-Division
- 292. Infanterie-Division
- 78. Infanterie-Division

14 septembre 1941
- 268. Infanterie-Division
- 292. Infanterie-Division
- 78. Infanterie-Division
- 7. Infanterie-Division

27 septembre 1941
- 268. Infanterie-Division
- 78. Infanterie-Division
- 15. Infanterie-Division

2 octobre 1941
- 268. Infanterie-Division
- 15. Infanterie-Division
- 78. Infanterie-Division

5 novembre 1941
- 258. Infanterie-Division
- 292. Infanterie-Division

10 novembre 1941
- 258. Infanterie-Division
- 183. Infanterie-Division
- 3. Infanterie-Division

1er décembre 1941
- 258. Infanterie-Division
- 183. Infanterie-Division
- 3. Infanterie-Division
- 292. Infanterie-Division

16 décembre 1941
- 258. Infanterie-Division
- 183. Infanterie-Division
- 292. Infanterie-Division

2 janvier 1942
- 10. Panzer-Division
- 183. Infanterie-Division
- 15. Infanterie-Division
- 258. Infanterie-Division
- 292. Infanterie-Division

11 avril 1942
- 17. Infanterie-Division
- 292. Infanterie-Division
- 183. Infanterie-Division
- 20. Panzer-Division
- 255. Infanterie-Division

1er mai 1942
- 17. Infanterie-Division
- 258. Infanterie-Division
- 292. Infanterie-Division
- 183. Infanterie-Division
- 20. Panzer-Division
- 255. Infanterie-Division

23 mai 1942
- 17. Infanterie-Division
- 258. Infanterie-Division
- 292. Infanterie-Division
- 183. Infanterie-Division
- 20. Panzer-Division
- 255. Infanterie-Division

25 juin 1942
- 258. Infanterie-Division
- 292. Infanterie-Division
- 183. Infanterie-Division
- 255. Infanterie-Division

5 septembre 1942
- 255. Infanterie-Division
- 31. Infanterie-Division
- 183. Infanterie-Division

7 juillet 1943
- 251. Infanterie-Division
- 45. Infanterie-Division
- 137. Infanterie-Division
- 72. Infanterie-Division

28 juillet 1943
- 251. Infanterie-Division
- 45. Infanterie-Division
- 137. Infanterie-Division

26 décembre 1943
- 102. Infanterie-Division
- 292. Infanterie-Division

16 septembre 1944
- 35. Infanterie-Division
- 542. Infanterie-Division
- Grenadier-Brigade 1131
- Panzer-Brigade 104
- 5. Panzer-Division
- 7. Infanterie-Division

1er mars 1945
- Kampfgruppe 558. Volks-Grenadier-Division
- Kampfgruppe 21. Infanterie-Division
- Kampfgruppe 102. Infanterie-Division
- Kampfgruppe 292. Infanterie-Division

## Sources
- XX. Armeekorps sur Lexikon-der-wehrmacht.de